# Domfront (Orne)
Domfront és un municipi francès situat al departament de l'Orne i a la regió de Normandia. L'any 2007 tenia 3.936 habitants.

## Demografia

### Població
El 2007 la població de fet de Domfront era de 3.936 persones. Hi havia 1.835 famílies de les quals 750 eren unipersonals (328 homes vivint sols i 422 dones vivint soles), 601 parelles sense fills, 393 parelles amb fills i 91 famílies monoparentals amb fills.
La població ha evolucionat segons el següent gràfic:
Habitants censats

### Habitatges
El 2007 hi havia 2.186 habitatges, 1.888 eren l'habitatge principal de la família, 92 eren segones residències i 206 estaven desocupats. 1.485 eren cases i 662 eren apartaments. Dels 1.888 habitatges principals, 1.039 estaven ocupats pels seus propietaris, 803 estaven llogats i ocupats pels llogaters i 47 estaven cedits a títol gratuït; 71 tenien una cambra, 236 en tenien dues, 452 en tenien tres, 555 en tenien quatre i 574 en tenien cinc o més. 1.053 habitatges disposaven pel capbaix d'una plaça de pàrquing. A 1.001 habitatges hi havia un automòbil i a 514 n'hi havia dos o més.

### Piràmide de població
La piràmide de població per edats i sexe el 2009 era:
| Homes | Edats   | Dones |
| ----- | ------- | ----- |
| 0     | 95 o +  | 8     |
| 8     | 90 a 94 | 20    |
| 24    | 85 a 89 | 40    |
| 32    | 80 a 84 | 68    |
| 96    | 75 a 79 | 136   |
| 104   | 70 a 74 | 156   |
| 92    | 65 a 69 | 136   |
| 112   | 60 a 64 | 112   |
| 104   | 55 a 59 | 88    |
| 140   | 50 a 54 | 180   |
| 176   | 45 a 49 | 140   |
| 140   | 40 a 44 | 148   |
| 148   | 35 a 39 | 144   |
| 120   | 30 a 34 | 116   |
| 124   | 25 a 29 | 148   |
| 120   | 20 a 24 | 128   |
| 184   | 15 a 19 | 173   |
| 168   | 10 a 14 | 108   |
| 108   | 5 a 9   | 132   |
| 64    | 0 a 4   | 72    |

## Economia
El 2007 la població en edat de treballar era de 2.376 persones, 1.709 eren actives i 667 eren inactives. De les 1.709 persones actives 1.562 estaven ocupades (816 homes i 746 dones) i 146 estaven aturades (58 homes i 88 dones). De les 667 persones inactives 278 estaven jubilades, 175 estaven estudiant i 214 estaven classificades com a «altres inactius».

### Ingressos
El 2009 a Domfront hi havia 1.827 unitats fiscals que integraven 3.786,5 persones, la mediana anual d'ingressos fiscals per persona era de 16.137 €.

### Activitats econòmiques
Dels 252 establiments que hi havia el 2007, 2 eren d'empreses extractives, 8 d'empreses alimentàries, 3 d'empreses de fabricació de material elèctric, 6 d'empreses de fabricació d'altres productes industrials, 25 d'empreses de construcció, 68 d'empreses de comerç i reparació d'automòbils, 10 d'empreses de transport, 26 d'empreses d'hostatgeria i restauració, 2 d'empreses d'informació i comunicació, 18 d'empreses financeres, 13 d'empreses immobiliàries, 25 d'empreses de serveis, 28 d'entitats de l'administració pública i 18 d'empreses classificades com a «altres activitats de serveis».
Dels 68 establiments de servei als particulars que hi havia el 2009, 1 era una oficina d'administració d'Hisenda pública, 1 gendarmeria, 1 oficina de correu, 7 oficines bancàries, 3 funeràries, 2 tallers de reparació d'automòbils i de material agrícola, 2 tallers d'inspecció tècnica de vehicles, 2 autoescoles, 2 paletes, 5 guixaires pintors, 6 fusteries, 6 lampisteries, 2 electricistes, 7 perruqueries, 2 veterinaris, 14 restaurants, 3 agències immobiliàries i 2 salons de bellesa.
Dels 35 establiments comercials que hi havia el 2009, 2 eren supermercats, 1 un supermercat, 1 una gran superfície de material de bricolatge, 2 botiges de menys de 120 m², 3 fleques, 3 carnisseries, 4 llibreries, 8 botigues de roba, 2 sabateries, 1 una sabateria, 1 una botiga d'electrodomèstics, 1 una botiga de mobles, 2 drogueries, 1 una perfumeria i 3 floristeries.
L'any 2000 a Domfront hi havia 81 explotacions agrícoles que ocupaven un total de 1.512 hectàrees.

## Equipaments sanitaris i escolars
El 2009 hi havia 1 hospital de tractaments de curta durada, 1 hospital de tractaments de mitja durada (seguiment i rehabilitació), 1 psiquiàtric, 3 farmàcies i 2 ambulàncies.
El 2009 hi havia 1 escola maternal i 3 escoles elementals. A Domfront hi havia 2 col·legis d'educació secundària i 1 liceu d'ensenyament general. Als col·legis d'educació secundària hi havia 560 alumnes i als liceus d'ensenyament general 259.

## Poblacions més properes
El següent diagrama mostra les poblacions més properes.